# Courtagnon
Courtagnon település Franciaországban, Marne megyében. Lakosainak száma 74 fő (2022. január 1.). Courtagnon Chamery, Nanteuil-la-Forêt és Sermiers községekkel határos.

## Népesség
A település népességének változása:
| Lakosok száma | 24   | 22   | 36   | 66   | 57   | 63   | 63   | 68   | 71   | 74   |
|               | 1968 | 1982 | 1990 | 2006 | 2013 | 2015 | 2017 | 2019 | 2020 | 2022 |